# 10041 Parkinson
10041 Parkinson è un asteroide della fascia principale. Scoperto nel 1985, presenta un'orbita caratterizzata da un semiasse maggiore pari a 2,3245665 au e da un'eccentricità di 0,1969996, inclinata di 23,20404° rispetto all'eclittica.
L'asteroide è dedicato a Bradford Parkinson, capo del team che sviluppò il sistema GPS.